# Periodinan Dess-Martin
Periodinanul Dess-Martin (DMP, din engleză Dess–Martin periodinane) este un compus organic utilizat în reacția de oxidare Dess-Martin a alcoolilor primari la aldehide și a alcoolilor secundari la cetone. Este un exemplu de periodinan, și are câteva avantaje față de alți oxidanți, precum derivații de crom și dimetilsulfoxidul: condiții mai blânde de reacție (temperatura camerei, pH neutru), timp de reacție scurt, randamente crescute, chemoselectivitate, toleranță, etc. Totuși, este dificil de utilizat la nivel industrial din cauza costului și potențialului exploziv. Este denumit după chimiștii americani Daniel Benjamin Dess și James Cullen Martin, care au dezvoltat acest reactiv în anul 1983. Este un derivat de acid 2-iodoxibenzoic (IBX) la care sunt atașate trei grupe acetat.
Ecuația generală a oxidării induse de DMP este: